# Selección femenina de waterpolo de Sudáfrica
La selección femenina de waterpolo de Sudáfrica es el equipo femenino de waterpolo que representa a Sudáfrica en los campeonatos de selecciones femeninas.
Participará en los Juegos Olímpicos de Tokio.

## Resultados

### Juegos Olímpicos
- 2020
- 2024